# Батако
Батако́ или Ста́рый Батако́ (осет. Бæтæхъойыхъæу) — село в Правобережном районе Республики Северная Осетия — Алания.
Административный центр муниципального образования «Батакоевское сельское поселение».

## География
Селение Батако находится на севере Правобережного района, у южного подножья Кабардино-Сунженского хребта, в долине одноимённой речки Батако. Находится в 22 км к северу от районного центра — Беслан и в 48 км к северо-западу от города Владикавказ. Средние высоты на территории села составляют 595 метров над уровнем моря.

## История
Основателем села является офицер российской армии — Бада Кадиев, один из самых влиятельных людей Осетии середины XIX века. В 1844 году, вместе с Кадиевым, сюда переселяются тагаурцы, в основном выходцы из Кобаньского ущелья, а позднее также выходцы из Урс-Туальского ущелья (Плиевы).
В государственных документах это селение первоначально называлось Владимирским, но это название не закрепилось, и позже было переименовано в Батако-Юрт, по названию маленькой пересыхающей речки — Батако, протекавшей через село. Однако жители самого села именовали его — Бада-Юрт (по имени основателя Бада Кадиева).
В «Прошении Иналовой деревни вольных фарсаглагов» начальнику Владикавказского военного округа генерал-майору Ильинскому отмечалось: «До сих пор мы не были обязаны никому из частных лиц никакими податями; переселившиеся из нас по некоторым обстоятельствам осетины в деревни Заманкульскую, Эльхотовскую и Батако-Юртскую забрали свои строения, дворовую ограду и вообще все свои пожитки как свою собственность». Как видно, в сознании крестьян перечисленные три аула, включая Батако, были «вольными». Однако реальная картина взаимоотношений между крестьянами и равнинными поселениями тагаурских алдаров была не столь радужной. Так в 1840-х годах, крестьяне Батако-Юрта пытались убить владельца соседнего аула — Муссу Кундухова и его братьев.
Первоначально аул и его первопоселенцы были мусульманами. В 1860 году в селе поселились переселенцы-христиане и численность домохозяйств достигла 165 дворов. Позже царской администрацией в ауле была построена церковь Святого Георгия Победоносца и приходская школа при ней, так как аул был отнесён к числу христианских. В это время, был отток осетин-мусульман в мусульманские селения. Переселялись в основном в Эльхотово, Зильги, Заманкул, и Тулатово (Беслан). Были случаи ухода в далёкую Дигорию, в сёла Хазнидон и Чикола. В Батако-Юрте, помимо церковной школы, были две начальные. 
Хоть аулы считались «вольными», реальная картина взаимоотношений между крестьянами и равнинными поселениями тагаурских алдаров была не столь радужной. В пореформенной Осетии, в Батако появилась небольшая группа «имущих» и «зажиточных», сумевших приспособиться к новым условиям. О быстром развитии торговли свидетельствует появление множества различных торговых обществ, банков и касс. В 1880-х в равнинных сёлах Осетии наибольшее количество торговых заведений было: в Алагире — 25, Христиановском — 19, Батако — 18, Хумалаге — 9, Эльхотово — 12, Кадгароне — 11 и т. д. Несмотря на трудности (в первую очередь — финансовые), в конце XIX века в школьном деле произошли существенные сдвиги. Именно в тот период за счёт самого сельского населения большинство школ приобрело собственные помещения, что позволило увеличить численность учащихся. В крупных равнинных селениях, в том числе Батако, наряду со школами грамоты, имелось от двух до четырёх начальных школ. Процесс расслоения жителей Батако проявился в годы первой революции. С другой стороны, появление сельских банков и кредитных товариществ (в Батако — «Владимирское кредитное товарищество») объективно стимулировало развитие сельского хозяйства и экономики в целом.
В 1885 году в Батако произошли стихийные выступления против власти, во время сбора налогов и принудительной уплаты долгов за счёт имущества. Произошло столкновение с отрядом казаков пристава Антонова. Бунт, был подавлен только через две недели. Начальник области с одобрения кавказского наместника назначил в Батакоюрт военную экзекуцию. 350 солдат и казаков в течение месяца творили бесчинства: обезоруживали жителей, произвели новые многочисленные аресты, отбирали скот, грабили и всячески унижали жителей. Главных «зачинщиков в нарушении порядка и спокойствия в селении» — Бориса Бигаева, Ципу Хубаева, Бзго Фидарова, Николая Ходова сослали «на продолжительное время» на остров Чечень, а Габиса Цкаева, Дзахота Бигаева, Габо Кадиева, Ахмета Косаева, Текло Фидарова, Ельзарико Хубаева и других, всего 22 человека, заключили, одних в Веденскую тюрьму, других — на Шатоевскую гауптвахту. Положение арестованных и сосланных было исключительно тяжелым. Через месяц все они заболели и здоровье их, по свидетельству врача, стало безнадежным. Сосланные на остров Чечень через некоторое время стали жаловаться на сильные ревматические боли в нижних конечностях и сильные головные боли, выпали зубы, усилились припадки под влиянием болотного отравления. В своём прошении от 11 января 1887 заключённые во Владикавказскую тюрьму батакоюртовцы умоляли начальника области облегчить их участь.
В 1905 году жители напали на церковь и священника, захватили прилегающую к церкви землю. Наряду с Батако-Юртом, захваты церковных земель имели место в Христиановском, Дарг-Кохе и других селениях.
В 1918 году село было разрушено ингушами, они так же сожгли церковь и жителям села пришлось пару лет скитаться по сёлам и станицам Осетии. В 1920 году беженцам было предложено место нынешнего селения Ногир для переселения. Однако, они изъявили желание восстановить разрушенное село. Но при обратном переселении, большая часть батакоевцев остановилось близ Беслана и основали новое село — Новый Батако.
В 1996 году постановлением Парламента РСО село Старый Батакоюрт было переименовано в Батако.

## Население
| 2002  | 2010  | 2011  | 2012  | 2013  | 2014  | 2015  |
| ----- | ----- | ----- | ----- | ----- | ----- | ----- |
| 919   | ↗1085 | ↘1083 | ↘1080 | ↘1070 | ↗1076 | ↗1081 |
| 2016  | 2017  | 2018  | 2019  | 2020  | 2021  | 2023  |
| ↗1090 | ↘1079 | ↘1076 | ↘1067 | ↗1070 | ↘1055 | ↘1051 |
| 2024  | 2025  |       |       |       |       |       |
| ↘1046 | ↘1035 |       |       |       |       |       |

Национальный состав
По данным Всероссийской переписи населения 2010 года:
| № | Национальность | Численность, чел. | Доля   |
| - | -------------- | ----------------- | ------ |
| 1 | осетины        | 1037              | 95,6 % |
| 2 | русские        | 30                | 2,8 %  |
| 3 | другие         | 18                | 1,6 %  |

## Инфраструктура
- Грунтовая дорога в центре села
- Сельская администрация
- Средняя общеобразовательная школа
- Детский сад
- Дом культуры
- Амбулатория (ФАП)
- Православная церковь Святого Георгия Победоносца (осетиноязычный приход)
- Почтовое отделение

## Улицы
- Бзарова
- Кадиева
- Ген. Плиева
- Ходова

## Религия
Вследствие политики поземельной комиссии начальника Владикавказского округа, барона И. Вревского в 1850—1856 годах, в контексте расселения осетин по сословно-религиозному признаку, Батакоюрт был отнесён к христианским сёлам. 
Однако сохранялось мусульманское меньшинство среди Кадиевых, Аликовых и др.
В конце 2000-х из остатков стен и фотографий, восстановлена точная копия церкви Святого Георгия Победоносца, ныне действующая православная церковь (Богослужения ведутся на осетинском языке).
Историческая справка сельской церкви
Георгиевский храм был сооружен на взгорье над селом Батако (в те годы носившее название Владимирское) на народные средства в 1864 году. Здание святыни было выполнено в неовизантийском стиле и считалось одним из красивейших православных храмов равнинной Осетии. Одновременно с храмом была открыта церковно-приходская школа. Первым настоятелем и по совместительству учителем был священник Харебов. Особое внимание церковно-приходской школе уделял и другой настоятель храма отец Матфей Накусов. С его именем и связан расцвет прихода храма Георгия Победоносца. Из учеников церковно-приходской школы отец Матфей организовал хор, который принимал участие во всех богослужениях, проводимых в этой церкви. Согласно сохранившимся документам 1895—1896 годов в школе обучалось 113 учеников.
По инициативе местной учительницы А. Газдановой в 1897 году была открыта женская церковно- приходская школа. К открытию школы явилось 150 девочек, но принять смогли лишь 80 учениц. В 1912—1913 годах численность учеников достигла 151 человек.
В начале гражданской войны 1918 года бандитами было разорено село, настоятель храмя был убит, а церковь взорвана и сожжена.
В 2009 году начались активные работы по восстановлению святыни. Работники РГУ «Наследие Алании» во главе с Людмилой Габоевой и мастерской архитектора Руслана Болиева подготовили проект восстановления храма. За пять лет благодаря участию неравнодушных людей храм был практически полностью восстановлен.
В июле 2014 года спустя почти сто лет в храме совершена Божественная литургия. А в феврале 2015 года в селе прозвучал звон церковных колоколов — в храме были освящены и установлены четыре колокола.

## Достопримечательности
Объекты культурного наследия
- Дом, где в 1871 г. родился поэт Александр Захарович Кубалов (ул. Плиева/ Школьный переулок) — памятник истории[23].
- Обелиск воинам, павшим в 1941—1945 гг. во дворе школы — памятник монументального искусства регионального значения[24].
- Церковь святого Георгия Победоносца — памятник архитектуры. Построена в 1864 году[23].
- Братская могила около 100 воинов Рабоче-Крестьянской Красной Армии, погибших в боях с немецко-фашистскими захватчиками в 1942 г. — памятник истории[23].

## Известные уроженцы
- Бзаров Георгий Николаевич (1911—1943) — Герой Советского Союза.
- Кубалов Александр Бызиевич (1871 — после 1937) — осетинский поэт, переводчик, общественный и культурный деятель. Автор «Афхардты Хасана» — первого крупного литературного произведения, опубликованного на осетинском языке (1897).
- Плиев Исса Александрович (1903—1979) — Генерал армии, дважды Герой Советского Союза, Герой Монгольской Народной Республики.
- Ходов, Константин Елизарович (1907—1989) — Герой Советского Союза.